# Amphioctopus marginatus
Amphioctopus marginatus, conhecido popularmente em inglês como veined octopus ("polvo venoso") ou coconut octopus ("polvo do coco") é um cefalópode de tamanho médio. É facilmente encontrado em águas tropicais como as do oceano Pacífico. Sua principais presas são: camarões, caranguejos e outros crustáceos. Tem vários tipos de comportamento atípicos, tal como deslocação bípede e recolha de cocos abertos.

## Habitat

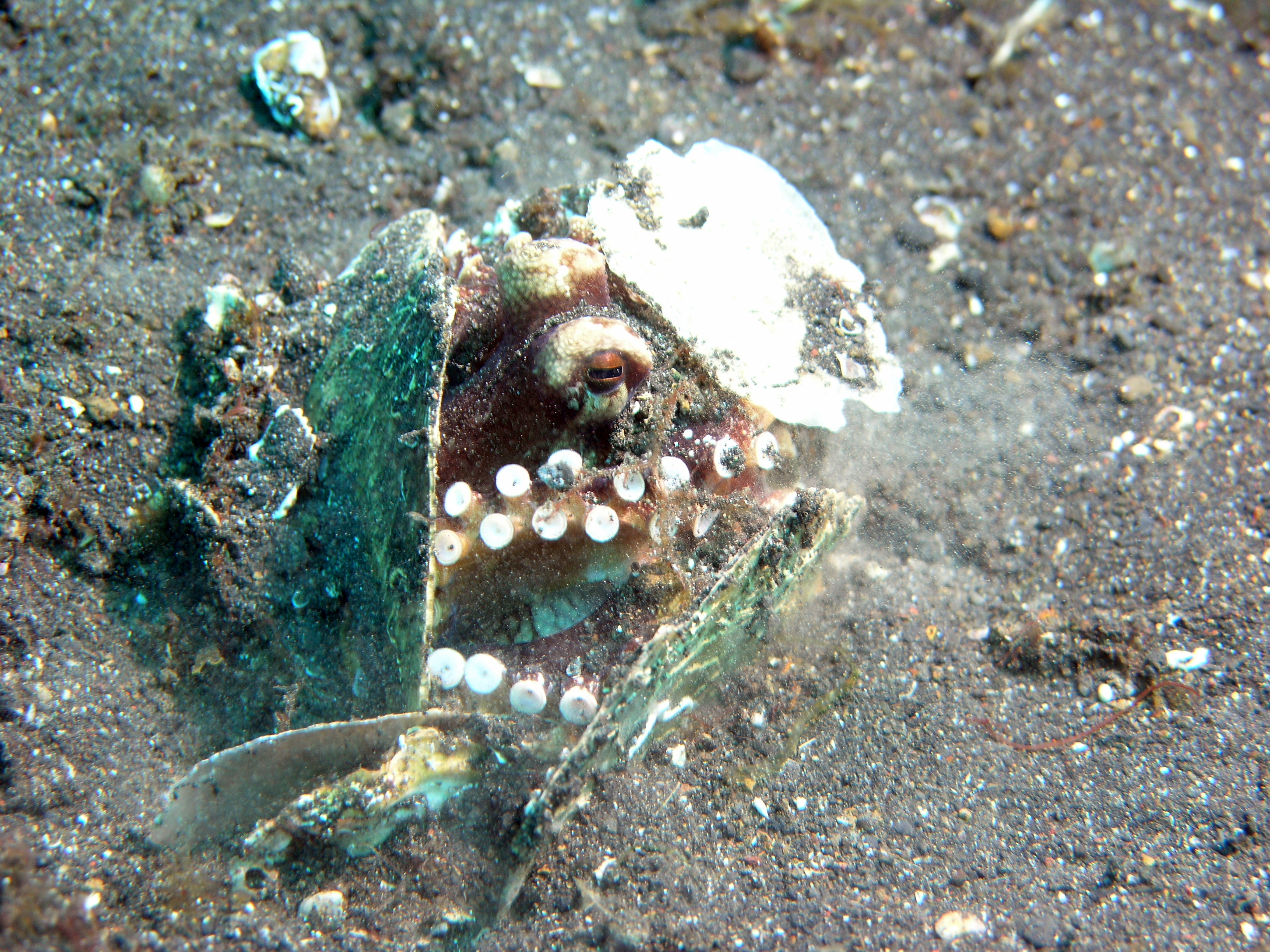
Protegendo-se com uma concha e pedaços de coco.

A espécie pode ser encontrada tanto em baías como em lagos, além dos oceanos de águas quentes. Há relatos de sua espécie encontrada em rios e lagoas próximos ao mar.
Em março de 2005, pesquisadores da University of California, Berkeley publicaram um artigo na revista Science em que relataram que A. marginatus tinha comportamento bípede. Esta é uma de duas espécies com esse comportamento, sendo que a outra é Abdopus aculeatus. De acordo com o artigo, este comportamento foi descoberto em Sulawesi, na Indonésia, onde o fundo do mar arenoso está coberto de cascas de coco. O movimento bípede parece imitar um coco flutuante.
Em pesquisa do Museu de Melbourne na Austrália, observou-se que a espécie utiliza pedaços de conchas como ferramenta para se proteger de possíveis ataques, caracterizando a primeira observação de uso de ferramentas por animais em invertebrados. A descoberta foi observada em Bali, também na Indonésia, entre os anos de 1998 e 2008, e foi publicada no jornal Current Biology em dezembro de 2009.
Os investigadores filmaram A. marginatus a pegar em cascas de coco deitadas ao mar, carregando-as por 20 m, e dispondo as cascas de forma a criar um esconderijo esférico. Apesar de polvos muitas vezes usarem objectos como abrigo, o comportamento sofisticado de A. marginatus quando seleccionam materiais, transportam e dispôem-nos, é bastante mais complexo. Os investigadores definem uma ferramenta como "um objecto transportado ou mantido para uso posterior" o que torna, de acordo com esta definição, o comportamento desta espécie como o primeiro uso de ferramentas documentado de um invertebrado.

## Descrição
O corpo principal do polvo mede em torno de 8 cm de tamanho com tentáculos de aproximadamente 15 cm. Possui cores com tons escuros e cintilantes. Os braços geralmente são mais escuros que o corpo, em contraste com outras cores de tons escuros e cintilantes.